# Țară avem și noi sub soare
Țară avem și noi sub soare este o poezie scrisă de George Coșbuc.